# Youssef Lekhedim
Enríquez  Lekhedim est un nom espagnol. Le premier nom de famille, en général paternel, est Enríquez ; le second, en général maternel, souvent omis, est Lekhedim.
Youssef Enríquez Lekhedim (en arabe : يوسف لخديم), couramment appelé Yusi, né le 7 octobre 2005 à Madrid en Espagne, est un footballeur marocain qui évolue au poste de latéral gauche au Deportivo Alavés.

## Biographie

### Naissance, famille et débuts (2005-2017)
Khadija Lekhedim Rafik (d'origine marocaine, née à Safi) et Jose Antonio Enríquez Abraham (d'origine espagnole, né à Vicálvaro) s'unissent par les liens du mariage le 15 juillet 2000 à Madrid. Dans cette ville, ils donnent naissance à leur fils Youssef Enríquez Lekhedim en 2005, qui devient le cadet d'une fratrie exclusivement masculine ; son frère aîné, Ismael, étant né en 2001. La famille grandit ensemble dans la commune de San Fernando de Henares.
Youssef, surnommé Yusi par ses parents et camarades, commence sa carrière footballistique à sept ans au sein du club amateur de San Fernando, situé dans sa ville natale. Il poursuit sa trajectoire sportive en rejoignant, en 2013, le Rayo Vallecano de Madrid, où il joue pendant deux saisons. Son parcours continue ensuite avec l'ED Moratalaz avant de signer au Getafe CF.

### Formation au Real Madrid (depuis 2017)
En juillet 2017, à l'âge de onze ans, il s'engage librement au Real Madrid.
Lors de la saison 2022-2023, avec les U18, il remporte le triplé : le championnat U18 (victoire en finale contre le Real Betis Balompié U18, 1-3), la Coupe d'Espagne U18 et la Supercoupe U18. En UEFA Youth League, il est un élément titulaire, mais se fait sortir le 15 mars 2023 en quarts de finale contre l'AZ Alkmaar.
Lors de la saison 2023-2024, il fait sa première apparition avec l'effectif professionnel en septembre sous la houlette de Carlo Ancelotti. En UEFA Youth League, il est éliminé une deuxième fois d'affilée en quarts de finale contre l'AC Milan. Le 6 décembre 2023, il prolonge son contrat au Real Madrid jusqu'en 2028,.
Lors de la saison 2024-2025, il fait régulièrement ses apparitions sur le banc du Real Madrid pour les matchs de championnats, et figure sur la liste des joueurs sélectionnés pour la Coupe intercontinentale de la FIFA, pour une finale contre le CF Pachuca,. Le Real Madrid remporte cette finale sur le score de 0-3, malgré une non entrée de Yusi.

### En sélection nationale
Possédant la nationalité espagnole (pays de naissance et de formation) et marocaine (pays d'origine), Yusi a l'opportunité de jouer pour l'une des deux sélections nationales.

#### Entre l'Espagne et le Maroc
En novembre 2019, il reçoit sa première convocation avec l'équipe d'Espagne -15 ans pour des matchs amicaux contre la Finlande -15 ans et l'Italie -15 ans,.
En août 2021, il est sélectionné par Julen Guerrero avec l'Espagne -17 ans pour une double confrontation contre la France -17 ans. Entrant en jeu lors de son premier match le 18 août (victoire, 1-2), il est titularisé trois jours plus tard et délivre une passe décisive sur un but d'Iker Bravo (victoire, 0-6). Deux mois plus tard, il enchaîne avec une double victoire, lors d'une double confrontation contre les Pays-Bas -17 ans : 0-2 et 2-1,.
En février 2022, il est sélectionné pour prendre part au tournoi international Algarve au Portugal, faisant face à la Slovaquie -17 ans (victoire, 0-3), l'Allemagne -17 ans (victoire, 2-0), le Portugal -17 ans (victoire, 2-3) et remportant ainsi son premier titre international,,.
Lors des qualifications de l'Euro U17 en mars 2022, il participe au match qualificatif contre la Bosnie-Herzégovine -17 ans, et délivre deux passes décisives six jours plus tard contre l'Estonie -17 ans sur des buts de Joel Roca et Iker Bravo (victoire, 4-0). Préparant l'Euro U17 avec une double confrontation victorieuse contre la France -17 ans dont un match dans lequel il est l'auteur d'une passe décisive, il figure finalement sur la liste définitive et prend part à l'Euro U17 en Israël en 2022. Il est éliminé en quarts de finale contre le Portugal -17 ans (défaite, 1-2).
En janvier 2023, il reçoit sa première sélection de Santiago Denia avec l'Espagne -18 ans face à l'Italie -18 ans dans le cadre d'un match amical (victoire, 1-3). En avril, il reçoit à nouveau une convocation pour une double confrontation contre la Suisse -18 ans, se résultant en deux victoires,.
Le 12 juin 2023, il est présent dans les tribunes du match opposant le Maroc au Cap-Vert à l'occasion d'un match amical au Complexe sportif Moulay-Abdallah de Rabat, engendrant des rumeurs concernant un potentiel changement de nationalité sportive en faveur de son pays d'origine. Trois mois plus tard, il reçoit sa première convocation de Mohammed Ouahbi avec le Maroc -20 ans pour un match amical contre la Belgique -20 ans (victoire, 4-0).
Le 11 novembre 2023, il reçoit une nouvelle convocation de Ouahbi pour prendre part au tournoi UNAF. Vainqueur contre la Libye -20 ans (victoire, 6-0) et l'Algérie -20 ans (victoire, 3-2), les Lionceaux de l'Atlas perdent leur troisième match contre la Tunisie -20 ans (défaite, 1-3). Pour le quatrième match, le Maroc fait match nul contre l'Égypte -20 ans (2-2) et finit vice-champion du tournoi,,.

#### Maroc A
Le 13 mars 2024, il reçoit sa première convocation avec l'équipe senior du Maroc, figurant sur la liste définitive de Walid Regragui pour des matchs amicaux contre l'Angola et la Mauritanie. Cependant, il ne fait aucune entrée en jeu.

## Palmarès

### En club
Real Madrid CF
- División de Honor Juvenil de Fútbol
  - Champion : 2023[35]
- Copa del Rey Juvenil
  - Champion : 2023[36]
- Copa de Campeones de División de Honor Juvenil
  - Champion : 2023[37]
- Coupe intercontinentale de la FIFA (1) :
  - Vainqueur : 2024[10]

### En sélection
Espagne -17 ans
- Algarve Cup U17
  - Champion : 2022[38]